# Noorwegen op het Eurovisiesongfestival 1993
Noorwegen nam deel aan het Eurovisiesongfestival 1993 in Millstreet (Ierland). Het was de 33ste keer dat Noorwegen deelnam aan het Eurovisiesongfestival. NRK was verantwoordelijk voor de Noorse bijdrage voor de editie van 1993.

## Selectie procedure
Net zoals het vorige jaar, koos men er weer voor om een nationale finale te organiseren.
Deze vond dit jaar plaats in het Chateau Neuf in Oslo en werd gepresenteerd door Ingunn Kyrkjebø.
In totaal deden er 8 artiesten mee aan deze finale en de winnaar werd gekozen door 8 regionale jury's.
| Volgorde | Artiest                     | Lied                      | Punten | Plaats |
| -------- | --------------------------- | ------------------------- | ------ | ------ |
| 1        | Rune Larsen & Helga Nilsen  | "Det skulle vaert sommer" | 37     | 7      |
| 2        | Toni Gundersen              | "Roser i regn"            | 48     | 4      |
| 3        | New Jordal Swingers         | "Comeback"                | 47     | 5      |
| 4        | Silje Vige                  | "Alle mine tankar"        | 75     | 1      |
| 5        | Stein Hauge & Kim Fairchild | "Foruten vind"            | 57     | 2      |
| 6        | Tor Endresen                | "Hva"                     | 53     | 3      |
| 7        | Merethe Trøan               | "Din egen stjerne"        | 46     | 6      |
| 8        | Jahn Teigen                 | "Jackpot"                 | 27     | 8      |

## In Millstreet
In Ierland moest Noorwegen optreden als vijfentwintigste, na Israël. Na de stemming bleek dat Noorwegen de 5de plaats had gegrepen met 120 punten.
Men ontving 3 keer het maximum van de punten.
België en Nederland hadden allebei 6 punten over voor deze inzending.

### Gekregen punten

#### Finale
| 12 punten                         | 10 punten                                     | 8 punten            | 7 punten                | 6 punten             |
| --------------------------------- | --------------------------------------------- | ------------------- | ----------------------- | -------------------- |
| - Finland - Griekenland - Kroatië | - Duitsland - IJsland - Turkije - Zwitserland | - Cyprus - Portugal | - Bosnië en Herzegovina | - België - Nederland |
| 5 punten                          | 4 punten                                      | 3 punten            | 2 punten                | 1 punt               |
| - Ierland                         |                                               | - Slovenië          |                         | - Luxemburg          |

### Punten gegeven door Noorwegen

#### Finale
Punten gegeven in de finale:
| 12 punten | Ierland             |
| 10 punten | Nederland           |
| 8 punten  | Verenigd Koninkrijk |
| 7 punten  | Griekenland         |
| 6 punten  | Frankrijk           |
| 5 punten  | Portugal            |
| 4 punten  | Kroatië             |
| 3 punten  | Zwitserland         |
| 2 punten  | IJsland             |
| 1 punt    | Spanje              |

1960 · 1961 · 1962 · 1963 · 1964 · 1965 · 1966 · 1967 · 1968 · 1969 · 1970 · 1971 · 1972 · 1973 · 1974 · 1975 · 1976 · 1977 · 1978 · 1979 · 1980 · 1981 · 1982 · 1983 · 1984 · 1985 · 1986 · 1987 · 1988 · 1989 · 1990 · 1991 · 1992 · 1993 · 1994 · 1995 · 1996 · 1997 · 1998 · 1999 · 2000 · 2001 · 2002 · 2003 · 2004 · 2005 · 2006 · 2007 · 2008 · 2009 · 2010 · 2011 · 2012 · 2013 · 2014 · 2015 · 2016 · 2017 · 2018 · 2019 · 2020 · 2021 · 2022 · 2023 · 2024 · 2025